# Pokémon Ultra Sun e Ultra Moon
Pokémon Ultra Sun e Pokémon Ultra Moon (ポケットモンスター ウルトラサン・ウルトラムーン, Poketto Monsutā Urutora San・Urutora Mūn, "Monstros de Bolso: Ultra Sun・Ultra Moon, que traduzido do inglês para o português significa Ultra Sol e Ultra Lua, Sol e Lua em japonês é respectivamente 太陽 Taiyō e 月 Tsuki) são dois jogos eletrônicos de RPG de 2017, desenvolvidos pela Game Freak, publicados pela The Pokémon Company, e distribuídos pela Nintendo. Os jogos foram anunciados oficialmente pela Nintendo Direct no dia 6 de junho de 2017. Os títulos são versões melhoradas de Pokémon Sun e Moon com um enredo modificado, semelhante as "versões superiores" anteriores como Yellow, Crystal, Emerald e Platinum. Os dois jogos são da sétima geração e o último jogo da série principal de Pokémon para linha de consoles do Nintendo 3DS.
Os jogos são definidos na região de Alola (Havaí) com um enredo alternativo e apresentam vários novos personagens, Pokémon, formas e características de jogabilidade. Tal como acontece com os títulos anteriores da série, o jogo segue um jovem treinador em uma jornada de treinamento Pokémon em toda a região. Os jogos apresentam novas formas do Pokémon lendário Necrozma, conhecido como Dusk Mane Necrozma e Dawn Wings Necrozma, como mascotes da versão, e também sua forma suprema Ultra Necrozma. Os jogos foram lançados mundialmente no dia 17 de novembro de 2017.
Os jogos receberam uma recepção geralmente positiva, com os críticos elogiando os recursos adicionais incluídos em Sun e Moon, embora alguns o criticassem por ser muito semelhante para a maioria da história. No final de 2018, Ultra Sun e Ultra Moon venderam mais de oito milhões de cópias em todo o mundo.

## Jogabilidade
Semelhante aos jogos anteriores da série, Pokémon Ultra Sun e Ultra Moon são jogos de RPG com elementos de aventura. Embora definido em uma versão alternativa da região de Alola, a mecânica e os gráficos permanecem basicamente os mesmos de Pokémon Sun e Moon, com as principais diferenças sendo seu enredo modificado agora incluindo o Esquadrão Ultra Recon. Os designs dos personagens dos jogadores também são diferentes, embora permaneçam personalizáveis. "Missões Globais", onde jogadores de todo o mundo trabalham em vantagem de um objetivo coletivo, também retornam.

### Novos recursos
Ultra Sun e Ultra Moon apresentam novos Ultra Bestas: Stakataka, Blacephalon, Poipole e sua evolução, Naganadel. Além disso, existem novas formas para o lendário Pokémon Necrozma, apelidado de "Dusk Mane" e "Dawn Wings", que são obtidas absorvendo os lendários Pokémon Solgaleo e Lunala, respectivamente; é conceitualmente semelhante a Black e White Kyurem de Black 2 e White 2 e a forma mudada de Lusamine do Sun e Moon originais. Além disso, um novo Lycanroc formulário foi adicionado, Dusk Lycanroc. Os jogadores agora podem viajar pela região de Alola para coletar Totem Stickers, que permitem ao jogador receber uma variante do tamanho de um Totem de um Pokémon. Três novas atividades foram adicionadas: Mantine Surf, que permite ao jogador navegar pelos mares da região–também serve como uma forma alternativa de ganhar Battle Points; Alola Photo Club, que permite aos jogadores tirar fotos de seus personagens com Pokémon em várias poses; e Ultra Warp Ride, que permite ao jogador viajar através de vários Ultra Wormholes e encontrar Ultra Bestas em seus próprios mundos-além de encontrar Pokémon lendários de cada jogo da série, até três vezes, e uma chance maior de Pokémon brilhantes aparecer. Novos Movimento-Z estão disponíveis para vários Pokémon, incluindo Solgaleo, Lunala, Lycanroc, Mimikyu e Necrozma. Uma atualização para o Rotom Pokédex adiciona Roto-Loto, que permite ao jogador usar impulsiona, semelhantes aos O-Powers da geração anterior; e Z-Rotom Power, que permite aos jogadores usar até dois Movimentos-Z por batalha.

## Sinopse

### Cenário
Os jogos colocam ênfase no lendário Pokémon Necrozma que, nessas versões, assume o lugar de Lusamine como o principal antagonista dos jogos. Tal como acontece com Sun e Moon, os jogos se passam na região de Alola, que é baseada no Havaí. Embora praticamente os mesmos, os novos jogos apresentam edifícios e locais adicionais em comparação com as primeiras parcelas. Vários personagens principais apresentados em Sun e Moon, como Lusamine e seus filhos, retornam ao jogo com mudanças significativas. Um novo grupo, o Esquadrão Ultra Recon, é apresentado com personagens diferentes nos dois jogos. Ultra Megalopolis, uma vasta cidade onde Necrozma roubou todas as suas fontes de luz, está localizada dentro do Ultra Espaço e é acessível através dos Ultra Wormholes.
Outro grupo antagonista, Equipe Rainbow Rocket, é destaque em uma história pós-jogo e inclui todos os líderes dos grupos antagonistas anteriores apresentados ao longo da série, que vão desde Giovanni de Pokémon Red, Blue e Yellow para Lysandre de Pokémon X e Y. Pokémon lendários de gerações anteriores também estão incluídos.

### História
Semelhante ao Sun e Moon, o personagem do jogador é um garoto de onze anos que se muda para a Ilha Melemele em Alola com a mãe. Como é tradição, o jogador tem rivais em sua jornada: Hau, um garoto simpático que acompanha o jogador ao longo da história, e Gladion, o distante filho de Lusamine. Durante suas viagens em Alola seguindo os desafios tradicionais da ilha da região, eles concluem testes que envolvem batalhas com Pokémon poderosos conhecidos como Pokémon Totem e encontram vários grupos - um vilão conhecido como Equipe Skull, liderado por um homem chamado Guzma; um mais caridoso conhecido como Fundação Aether, liderado por uma mulher chamada Lusamine; e outro chamado Esquadrão Ultra Recon, que veio de uma dimensão diferente, a Ultra Megalopolis, onde Necrozma roubou sua luz. Grande parte da história gira em torno de vários Pokémon lendários: um Cosmog, apelidado de Nebby, Ultra Sun ou Lunala em Ultra Moon; e um Necrozma, que tenta tirar a luz de Alola.
Durante o clímax, Lusamine usa Nebby para criar um buraco de minhoca para a Ultra Megalopolis, onde ela e Guzma tentam lutar contra Necrozma pelo bem do Esquadrão Ultra Recon. No entanto, eles falham e são jogados de volta em sua dimensão mais tarde na história, com Necrozma os seguindo. Necrozma luta com Nebby, agora um Solgaleo ou Lunala, e vence. Necrozma então absorve o lendário Pokémon, ganhando sua forma Dusk Mane ou Dawn Wings na respectiva versão, e libera as Ultra Bestas em Alola antes de lutar contra o jogador. Depois que o jogador o derrota, Necrozma foge para a Ultra Megalopolis, levando a luz do mundo consigo enquanto o jogador, com a ajuda do Ultra Recon Squad, viaja no lendário oposto apresentado em cada jogo - Lunala no Ultra Sun ou Solgaleo no Ultra Lua - através do Ultra Espaço para chegar à Ultra Megalopolis. Lá, o jogador enfrenta Necrozma, desta vez em sua verdadeira forma, como Ultra Necrozma, pelo destino do mundo e para resgatar Nebby. O jogador o derrota mais uma vez, trazendo luz de volta para Alola. Depois de completar esses testes, o jogador começa a batalhar com a recém-criada Elite dos Quatro e mais tarde derrota Hau para se tornar o primeiro verdadeiro campeão da Liga Pokémon de Alola.
No pós-jogo, o jogador encontra a Equipe Rainbow Rocket, um grupo dimensionalmente deslocado baseado na Equipe Rocket de Red, Blue e Yellow. O referido grupo assume o controle da sede da Fundação Aether e toma Lusamine como refém. O jogador encena um contra-ataque ao lado de Guzma reformado, Lillie e o ex-líder da Equipe Plasma Colress. Batalhando contra líderes de equipe vilões dos jogos anteriores–Maxie e Archie de Ruby, Sapphire e Emerald; Cyrus de Diamond, Pearl e Platinum, Lysandre de X e Y, e Ghetsis de Black, White, Black 2 e White 2–o jogador finalmente encontra Giovanni, que lidera a Equipe Rainbow Rocket e tem um Mewtwo à sua disposição. Após a vitória do jogador, Giovanni desaparece, perguntando-se "em que novo mundo [ele] irá desencadear [seus] esquemas malignos". O jogador pode então explorar os Ultra Wormholes, os mundos das Ultra Bestas, e pegá-los com as Besta Bolas que adquiriu. Após capturar Necrozma no Monte Lanakila, Colress aparecerá e dará ao jogador o N-Solarizer ou N-Lunarizer, permitindo que Necrozma se funda ou se separe de Solgaleo ou Lunala respectivamente. Uma vez que o jogador tenha pego o Ultra Bestas, o Esquadrão Ultra Recon vai dizer-lhes à derrota ou captura Stakataka em Moon Ultra ou Blacephalon em Sun Ultra.

## Desenvolvimento
Shigeru Ohmori, um dos produtores do jogo, afirmou que Ultra Sun e Ultra Moon foram trabalhados por membros mais jovens da equipe, enquanto veteranos trabalharam nos próximos jogos Pokémon para o Nintendo Switch, embora alguns membros mais experientes, como Shigeki Morimoto tenham sido designados para ele. Ele também afirmou que a Game Freak estava tratando o Ultra Sun e o Ultra Moon como o "ponto culminante de nosso trabalho com o sistema 3DS". A equipe de desenvolvimento de 80 era aproximadamente metade da equipe de Pokémon Sun e Moon, apesar de Ultra Sun e Ultra Moon tendo um script duas vezes mais longo que os Sun e Moon. Em uma entrevista separada, Ohmori também descreveu a ideia de desenvolver as parcelas do Ultra formadas posteriormente durante o desenvolvimento de Sun e Moon, com os títulos destinados a aproveitar o impulso ganho pela série Pokémon após o enorme sucesso lançamento do jogo para celular Pokémon GO. O diretor do jogo, Kazumasa Iwao, era anteriormente responsável pelos sistemas de batalha do Sun e Moon.
No pós-jogo, os jogos incluem uma homenagem ao ex-CEO da Nintendo, Satoru Iwata, mencionando seu papel no desenvolvimento de Pokémon Gold e Silver. Os jogos receberam seu primeiro patch em dezembro de 2017, corrigindo vários erros.

## Promoção e lançamento
Ultra Sun e Ultra Moon foram revelados em um Pokémon Direct em 6 de junho de 2017. Erros de escrita iniciais no site Pokémon mostraram que a data de lançamento dos jogos para o Nintendo Switch era "TDA", embora The Pokémon Company posteriormente esclarecesse que os jogos eram exclusivos para o Nintendo 3DS.
Semelhante ao seu antecessor, os arquivos do jogo vazaram para a Internet antes de seu lançamento oficial, permitindo que os piratas de software jogassem o jogo completo e os mineradores de dados encontrassem informações não anunciadas anteriormente, incluindo um novo formulário para Necrozma, um novo Ultra Besta, um novo mítico Pokémon e muito mais.
Menos de uma semana antes do lançamento do jogo, o jogo para celular Pokémon GO lançou uma atualização que permitia aos jogadores personalizar seus avatares no jogo no estilo dos personagens dos jogadores Ultra Sun e Ultra Moon, marcando a primeira vez que o aplicativo foi usado para promover um jogo da série principal.

## Recepção
Antes do lançamento, ambos os jogos estavam entre os títulos mais esperados para o Nintendo 3DS em 2017, de acordo com a Nielsen.

### Recepção crítica
Ultra Sun e Ultra Moon receberam críticas "geralmente favoráveis" de acordo com o agregador de análises Metacritic. Casey Defreitas em sua análise para IGN observou que os jogos estavam "cheios de melhorias inteligentes". Outros revisores fizeram pontos semelhantes, com Kallie Plagge no GameSpot observando que, apesar das semelhanças com Sun e Moon, "Ultra Sun e Ultra Moon fazem mudanças suficientes para se destacarem como a versão definitiva dos jogos de sétima geração". Por outro lado, Allegra Frank do Polygon criticou que as mudanças mencionadas estavam presentes apenas no final, com o grosso da jogabilidade sendo o mesmo que seu antecessor.

### Vendas
Após o lançamento, os dois jogos venderam 1,2 milhão de cópias físicas - excluindo as cópias digitais compradas na Nintendo eShop - nos primeiros três dias à venda no Japão. Até o final do ano, os dois jogos venderam mais de 2 milhões de cópias apenas no Japão, tornando-o o jogo eletrônico mais vendido do país em 2017. As vendas de Ultra Sun e Ultra Moon empurraram o acumulado vendas da franquia para exceder o marco de 300 milhões de cópias vendidas. De acordo com a Amazon, Ultra Sun e Ultra Moon foram seus sétimos jogos eletrônicos mais vendidos em 2017 – no entanto, caíram para 25º para Ultra Sun e 28º para Ultra Moon se outros produtos relacionados a jogo eletrônico e variações de console forem levados em consideração. Em 31 de março de 2020, os jogos venderam 8,77 milhões de cópias, classificando-os como o nono título de Nintendo 3DS mais vendido de todos os tempos.

### Prêmios
Os jogos foram nomeados para "Escolha do povo" no Italian Video Game Awards, e ganharam o "Prêmio de Excelência" no Famitsu Awards.